# اندیس آنومالی کراه ۴
آنومالی کراه ۴ یک اندیس فلزی است که در حوالی شهر سبزواران استان کرمان قرار دارد و مادهٔ معدنی موجود در آن، طلا است.سنگ میزبان این اندیس گرانیت، کنگلومرا، ماسه‌سنگ، مارن است  در این اندیس، پاراژنز‌های شئلیت، گالن، پیریت، باریت، فلوریت، سینابر، مالاکیت یافت می‌شوند.